# 蓋曼 (丘布特省)
43°17′S 65°29′W / 43.283°S 65.483°W

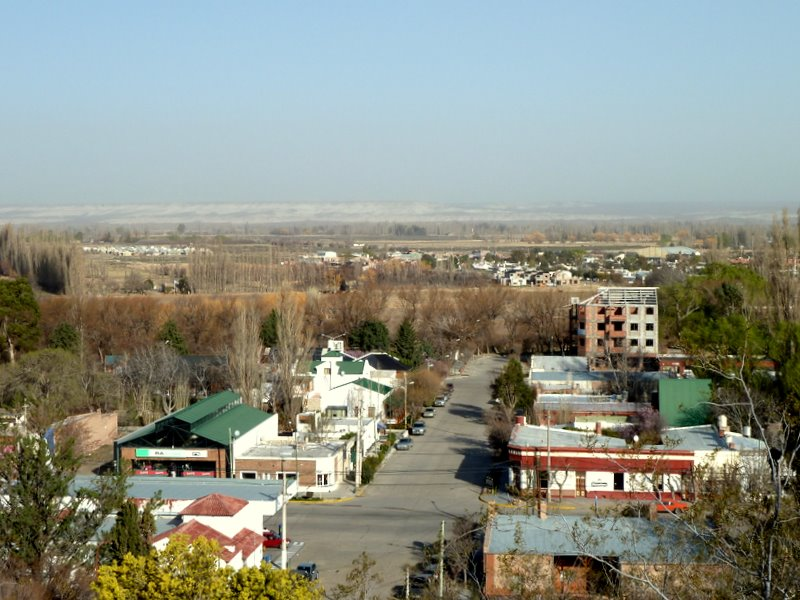
蓋曼

蓋曼（西班牙語：Gaiman），是阿根廷的城鎮，位於該國中部丘布特省，是蓋曼縣的首府，處於特雷利烏以西15公里，距離首都布宜諾斯艾利斯1,450公里，始建於1874年，海拔高度27米，2010年人口6,627。